# Infanterie-Division Münsingen
Die Infanterie-Division Münsingen wurde am  4. Juli 1944 als sogenannte Schatten-Division aufgestellt.

## Geschichte

### Aufstellung
Die Aufstellung erfolgte im Zuge der 28. Aufstellungswelle auf dem Truppenübungsplatz Münsingen für den Wehrkreis V. Zum 12. Juli 1944 bestand die Division aus drei Bataillone und zwei Regimentsstäben. Die Aufstellung wurde zu diesem Zeitpunkt vorzeitig beendet.

### Abbruch der Aufstellung
Zum 1. August 1944 war die Auflösung der Infanterie-Division Münsingen abgeschlossen und die bereits aufgebauten Divisionsteile waren zur Aufstellung der 543. Grenadier-Division eingesetzt worden.

## Gliederung
Die vermutliche Gliederung der sogenannten Division war:
- Grenadier-Regiment Münsingen 1
- Grenadier-Regiment Münsingen 2